# Congopyrgota obscura
Congopyrgota obscura är en tvåvingeart som först beskrevs av Vanschuytbroeck 1963.  Congopyrgota obscura ingår i släktet Congopyrgota och familjen Pyrgotidae.
Artens utbredningsområde är Kongo. Inga underarter finns listade i Catalogue of Life.